# Frederico Barata
Frederico Barata (11 de Março de 1986) é um actor português. 

## Carreira
Frederico Barata concluiu o Curso de Formação de Atores, na Escola Superior de Teatro e Cinema de Lisboa. Iniciou-se em teatro com a Companhia Teatroesfera e Palco13 (direcção de Marco Medeiros). Posteriormente, trabalhou com o Teatro da Comuna (sob a direcção de Álvaro Correia, Carlos Paulo), Cia. JGM (sob direcção de João Garcia Miguel), Biennial of Contemporary Arts - BoCa (Rosa, Espinho, Dureza - direcção de Gabriel Ferrandini) é fundador da Companhia auéééu-Teatro. Já interpretou peças de Bertolt Brecht, Harold Pinter, Spiro Scimone, Miguel Torga , William Shakespeare,  René Pollesch, Luís Bernardo Honwana. Encenou e interpretou A Paixão Segundo João de António Tarantino, nos Primeiros Sintomas para o festival Temps D'Images.
No cinema trabalhou com os realizadores Sérgio Graciano no filmes Salgueiro Maia - O Implicado, Homens de Honra; Erik de Bruyn na longa-metragem Nadine , Ivo M. Ferreira .

## Filmografia
Entre a sua filmografia encontram-se:
- Nadine (2007), realizado por Erik de Bruyn

- Salgueiro Maia - O Implicado (2022), realizado por Sérgio Graciano
- Camarada Cunhal (2024), realizado por Sérgio Graciano

## Séries
- Último Verão(2012), realizado por Lourenço de Mello
- Aposta que Amas (2015) realizado por Miguel Pessanha
- Frágil (2019), realizado por Filipa Amaro
- Subsolo (2018), realizado por Victor Neves Ferreira
- Lisboa Azul (2019), realizado por Luisa Fidalgo
- O Clube (2021), realizado por Joana de Bastos Rodrigues
- Três Mulheres(2022), realizado por Fernando Vendrell
- Cavalos de Corrida (2023), realizado por Marco Leãoe André Santos
- O Americano (2024), realizado por Ivo M.Ferreira

## Televisão
| Ano       | Titulo                           |
| --------- | -------------------------------- |
| 2005      | Ninguém como Tu                  |
| 2006-2007 | Tempo de Viver                   |
| 2008      | Liberdade 21                     |
| 2008-2009 | Vila Faia                        |
| 2008-2009 | Olhos nos Olhos                  |
| 2011      | Conta-me Como Foi (5ª Temporada) |
| 2010-2011 | Sedução                          |
| 2012-2013 | Dancin' Days                     |
| 2015      | Aposta Que Amas                  |
| 2016-2017 | Amor Maior                       |
| 2017      | Inspetor Max                     |
| 2017-2018 | Paixão                           |
| 2019      | Golpe de Sorte                   |
| 2019-2020 | Na Corda Bamba                   |
| 2020-2021 | Bem Me Quer                      |
| 2021      | O Clube                          |
| 2023      | Marco Paulo                      |
| 2023      | Queridos Papás                   |
| 2024      | Morangos com Açúcar              |